# Campeonato Mundial de Esgrima de 1938
El XVI Campeonato Mundial de Esgrima se celebró en Piešťany (Checoslovaquia) en 1938 bajo la organización de la Federación Internacional de Esgrima (FIE) y la Federación Checoslovaca de Esgrima.

## Medallistas

### Femenino
| Evento             | Oro                         | Plata                            | Bronce                 |
| ------------------ | --------------------------- | -------------------------------- | ---------------------- |
| Florete individual | Marie Šedivá Checoslovaquia | Carmen Slabochová Checoslovaquia | Jenny Addams · Bélgica |

## Medallero
| Núm. | País           | Oro | Plata | Bronce | Total |
| ---- | -------------- | --- | ----- | ------ | ----- |
| 1    | Italia         | 4   | 3     | 2      | 9     |
| 2    | Francia        | 2   | 2     | 2      | 6     |
| 3    | Checoslovaquia | 1   | 1     | 1      | 3     |
| 4    | Suecia         | 0   | 1     | 0      | 1     |
| 5    | Bélgica        | 0   | 0     | 1      | 1     |
| 5    | Países Bajos   | 0   | 0     | 1      | 1     |
|      | TOTAL          | 7   | 7     | 7      | 21    |